# Campeonato Mundial de Hóquei no Gelo de 1953
O Campeonato Mundial de Hóquei no Gelo de 1953 foi a 20ª edição do torneio, disputada entre os dias 7 e 15 de março de 1953 na Basileia e em Zurique, Suíça. Foi o primeiro Campeonato Mundial realizado apenas com equipes europeias.
A Tchecoslováquia desistiu do torneio quando se tornou óbvio que seu presidente, Klement Gottwald, iria morrer de uma pneumonia contraída no funeral de Stalin. O General František Janda, o presidente do Comitê de Estado para Educação Física e Esporte ordenou a volta do time para casa, e Gottwald morreu no dia seguinte, 14 de março de 1953. O time foi desclassificado, seus resultados foram anulados e os jogos seguintes, cancelados.
Em 12 de janeiro de 1953, o presidente da Associação de Hóquei Amador do Canadá,  W.B. George, afirmou que o Canadá não enviaria uma seleção para o Campeonato Mundial de 1953. George disse à imprensa: "Todo ano nos gastamos $10,000 para enviar um time canadense de hóquei para a Europa para jogar 40 amistosos. Todos esses jogos são disputados com casa cheia, o que apenas enriquece os cofres europeus. Além disso, estamos sujeitos a um constante abuso desnecessário sobre nosso estilo canadense de jogar."
Esperava-se que a URSS participasse, mas eles não o fizeram, enviando observadores, incluindo o técnico lendário Anatoli Tarasov para observar o torneio. Acredita-se que a lesão de seu astro Vsevolod Bobrov foi a razão por trás da decisão.

## Campeonato Mundial Grupo A (Suíça)
| Data        | Partida                    | Resultado        | Período     |
| ----------- | -------------------------- | ---------------- | ----------- |
| 07 de março | Tchecoslováquia - Alemanha | 11 - 2 (anulado) | 4-1,5-0,2-1 |
| 07 de março | Suíça - Suécia             | 2 - 9            | 1-2,1-5,0-2 |
| 08 de março | Suíça - Tchecoslováquia    | 4 - 9 (anulado)  | 0-4,1-2,3-3 |
| 08 de março | Suécia - Alemanha          | 8 - 6            | 4-1,3-3,1-2 |
| 10 de março | Suécia - Tchecoslováquia   | 5 - 3 (anulado)  | 5-1,0-1,0-1 |
| 10 de março | Alemanha - Suíça           | 2 - 3            | 0-1,2-1,0-1 |
| 12 de março | Suécia - Suíça             | 9 - 1            | 5-1,1-0,3-0 |
| 12 de março | Alemanha - Tchecoslováquia | 4 - 9 (anulado)  | 2-4,1-2,1-3 |
| 13 de março | Tchecoslováquia - Suíça    | 0 - 0 (anulado)  | 0-0,0-0,0-0 |
| 13 de março | Alemanha - Suécia          | 2 - 12           | 0-2,1-5,1-5 |
| 15 de março | Tchecoslováquia - Suécia   | 0 - 0 (anulado)  | 0-0,0-0,0-0 |
| 15 de março | Suíça - Alemanha           | 3 - 7            | 2-4,0-1,1-2 |

### Tabela
| Posição | Time            | PJ | V | D | E | GP | GC | Pts |
| ------- | --------------- | -- | - | - | - | -- | -- | --- |
| 1       | Suécia          | 4  | 4 | 0 | 0 | 38 | 11 | 8   |
| 2       | Alemanha        | 4  | 1 | 3 | 0 | 17 | 26 | 2   |
| 3       | Suíça           | 4  | 1 | 3 | 0 | 9  | 27 | 2   |
| 4       | Tchecoslováquia | 0  | 0 | 0 | 0 | 0  | 0  | 0   |

## Campeonato Mundial Grupo B (Suíça)
| Data        | Partida                     | Resultado | Período     |
| ----------- | --------------------------- | --------- | ----------- |
| 07 de março | Itália - Áustria            | 9 - 5     | 3-1,4-3,2-1 |
| 08 de março | Áustria - Países Baixos     | 5 - 3     | 2-0,2-3,1-0 |
| 10 de março | Reino Unido - Países Baixos | 8 - 4     | 4-2,1-2,3-0 |
| 11 de março | Áustria - França            | 8 - 1     | 2-1,2-0,4-0 |
| 11 de março | Itália - Países Baixos      | 7 - 0     | 4-0,1-0,2-0 |
| 12 de março | Reino Unido - França        | 8 - 3     | 3-0,3-1,2-2 |
| 13 de março | Reino Unido - Áustria       | 3 - 0     | 1-0,1-0,1-0 |
| 14 de março | Itália - França             | 5 - 2     | 2-1,1-0,2-1 |
| 15 de março | Países Baixos - França      | 8 - 3     | 4-1,2-1,2-1 |
| 15 de março | Itália - Reino Unido        | 3 - 2     | 3-0,0-0,0-2 |

### Tabela
| Posição | Time          | Partidas | Vitórias | Empates | Derrotas | Gols    | Pontos |
| ------- | ------------- | -------- | -------- | ------- | -------- | ------- | ------ |
| 5       | Itália        | 4        | 4        | 0       | 0        | 24 - 09 | 8      |
| 6       | Reino Unido   | 4        | 3        | 0       | 1        | 21 - 10 | 6      |
| 7       | Áustria       | 4        | 2        | 0       | 2        | 18 - 16 | 4      |
| 8       | Países Baixos | 4        | 1        | 0       | 3        | 13 - 26 | 2      |
| 9       | França        | 4        | 0        | 0       | 4        | 11 - 26 | 0      |